# Виничани
 Тази статия е за жителите на северномакедонския град Виница.  За тиквешкото село вижте Виничани (община Градско).  
Виничани (единствено число виничанин, виничанка, на македонска литературна норма: Виничани) са жителите на град Виница, Северна Македония. Това е списък на най-известните от тях.

## Родени във Виница
А — Б — В — Г — Д –
Е — Ж — З — И — Й –
К — Л — М — Н — О –
П — Р — С — Т — У –
Ф — Х — Ц — Ч — Ш –
Щ — Ю — Я

### А
- Ангел Винички (1860 – 1902), български революционер от ВМОРО

### Б
- Благородна Бурева (1903 – 1977), оперна певица от Социалистическа република Македония
- Борис Паликрушев, български революционер

### Г
- Галаба Паликрушева (1928 – 2009), етноложка от Република Македония
- Георги Иванов (? – 1900), български революционер от ВМОРО, станал по-късно предател
- Гордана Вренцоска (р. 1973), модна дизайнерка от Северна Македония
- Григор Димитров Трапезников (около 1880 – ?), български учител и революционер от ВМОРО

### Д
- Димитър Паликрушев (? – 1933), български революционер

### К
- Кирил Михайловски (1916 – 1991), югославски партизанин и деец на НОВМ
- Кирчо Димитриов (1968 – 2001), капитан от Армията на Република Македония, загинал по време на Военния конфликт в Република Македония в 2001 година при Танушевци

### С
- Спиро Ампов (? – 1898), български търговец и революционер от ВМОРО

## Починали във Виница
- Михаил (Михал) Пеев Пеев, български военен деец, майор, загинал през Междусъюзническа война[1]
- Никола Атанасов Ферезлиев, български военен деец, подпоручик, загинал през Втората световна война[2]
- Спиро Ампов (? – 1898), български търговец и революционер от ВМОРО
- Тодор Арсов (1919 – 1943), югославски партизанин и деец на НОВМ